# Soyouz 22
Soyouz 22 est un vol du programme spatial de l'Union soviétique lancé le 15 septembre 1976.

## Équipage
Les nombres entre parenthèses indiquent le nombre de vols spatiaux effectués par chaque individu jusqu'à cette mission incluse.
- Valeri Bykovski (2)
- Vladimir Axionov (1)
- Yuri Malyshev (0)
- Gennadiy Strekalov (0)

## Paramètres de la mission
- Masse : 6510 kg
- Périgée : 185 km
- Apogée : 296 km
- Inclinaison : 64.8°
- Période : 89.3 minutes

## Points importants
La capsule Soyouz utilisée est une capsule réutilisée. 
La mission est principalement scientifique.